# 程敬
程敬（1399年—1458年），字孟莊，四川敘州府宜賓縣人，民籍，治《易經》，年三十二歲中式宣德五年庚戌科第三甲第二十名進士。十月十七日生，行一，曾祖程希信；祖程伯齡；父程宗；母羅氏。具慶下，妻薛氏，兄從兄敬祖；紹心，弟敏。由國子生中式四川鄉試第三十二名舉人，會試中式第九十八名。